# Кесамутти-сутта
Кесамутти-сутта  широко известная на Западе как Калама-сутта, — текст, который входит в Ангуттара-никаю Трипитаки (АН 3.65). Буддисты, принадлежащие традициям тхеравада и махаяна, часто цитируют его как буддийскую «хартию свободного исследования».
Иногда эту сутту ошибочно используют в поддержку рассудительности при выяснении сути религиозной или светской практики, относящейся к поискам истины, мудрости и знания. Из текста становится ясно, что не стоит определять достоверность учения, полагаясь на традицию, абстрактное мышление или харизматичного гуру. Хотя текст никак не ограничивает применение человеком собственных рассуждений, Будда наставляет не принимать решение лишь на их основании. Вместо этого он учит, что человек может определить достоверность традиции, если он знает сам, что эти вещи являются благими, безукоризненными, восхваляются мудрыми и если их принять и соблюдать ведут к благополучию и счастью, то тогда следует жить в соответствии с ними. Ошибочное понимание этой сутты распространилось отчасти из-за ложной цитаты, приписываемой Будде: «когда вы обнаруживаете, что что-то согласуется с разумом и способствует благу и пользе всех и каждого, тогда примите это и живите в соответствии с этим», что в действительности частично входит в противоречие с тем, что утверждает сутта.

## Вводная часть
Сутта начинается с описания того, как Будда проходит через деревню Кесапутта и его приветствуют жители, принадлежащие к клану Калама. Они рассказывают, что их деревню посетили многие религиозные учителя. У каждого была своя доктрина и каждый принижал учение других. Жители просят у Будды совета относительно того, как им выбрать учение, которому они могли бы последовать. В ответ Будда произносит проповедь, которая служит отправной точкой к восприятию Дхаммы.

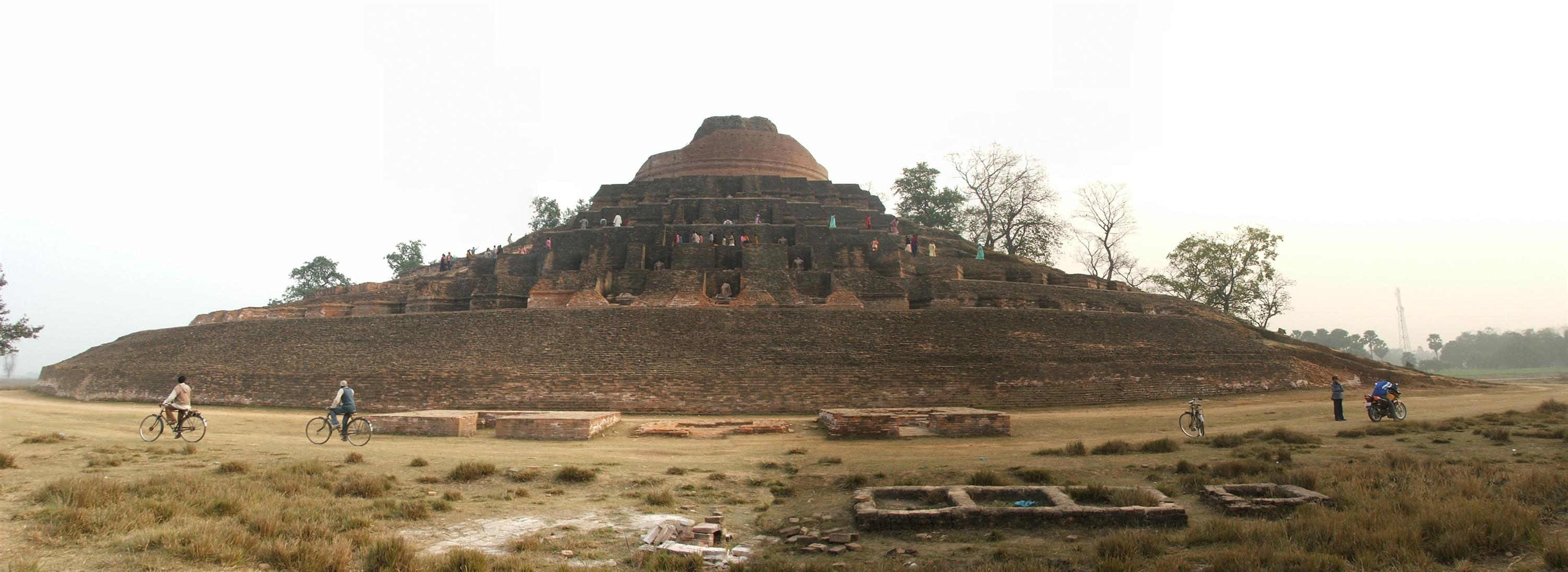
Ступа Кесария. Предположительно здесь Будда произнёс свою проповедь

### Разбор религиозных учений
Сначала Будда заверил калам, что их смущение обосновано. Затем он посоветовал им не опираться на 10 источников веры. Они делятся на относящиеся к авторитету священных писаний (устная традиция, линия передачи, слухи и собрания текстов), к рациональному обоснованию (логические аргументы, умозрительные выводы, рассуждения, подкрепленные доводами, и принятие воззрений на основании рассуждений) и к личному авторитету (впечатляющий рассказчик и уважаемый учитель).
Далее он перешёл к перечислению критериев, по которым любой здравомыслящий человек может решить, какие учения принять как истинные. Не верьте слепо религиозным учениям, говорит он каламам, только потому, что они утверждают, что они истинны, или даже в результате применения различных методов или техник. Можно использовать прямое знание, основанное на собственном опыте. Он советует прислушиваться к словам мудрых и принимать их во внимание. Он предлагает не пассивное принятие, а, скорее, постоянные вопросы и личные исследования, чтобы выявить те истины, которые достоверно уменьшают собственные страдания (дуккха).
В Кесамутти сутте говорится, что не следует принимать какую-либо доктрину, опираясь на:
- то, что так постоянно говорят/повторно услышанное (пали anussava),
- устную традицию (пали paramparā),
- слухи (пали itikirā),
- собрание священных текстов (пали piṭaka-sampadāna),
- предположение/логическое рассуждение (пали takka-hetu),
- аксиому/постулат (пали naya-hetu),
- правдоподобные умозаключения (пали ākāra-parivitakka),
- склонность к понятию, над которым размышляли/согласие с мнением после его обдумывания (пали diṭṭhi-nijjhān-akkh-antiyā),
- кажущуюся осведомлённости/способности говорящего (пали bhabba-rūpatāya),
- мысль, что «это наш учитель» (пали samaṇo no garū).

Таким образом, Будда назвал десять конкретных источников, знание которых не следует сразу рассматривать как правдивое без дальнейшего исследования, чтобы избежать ошибок:
1. апелляция к большинству;
2. обращение к традиции;
3. анекдотическое свидетельство;
4. священные писания или другие официальные тексты;
5. условное рассуждение/реификация;
6. философский догматизм/рефлекс Земмельвейса;
7. апелляция к здравому смыслу;
8. собственное мнение/ошибка проекции сознания;
9. экспертное мнение;
10. апелляция к авторитету.

Будда даёт каламам совет:
Но когда вы знаете сами: «Эти вещи являются благими, эти вещи безукоризненны, эти вещи восхваляются мудрыми, эти вещи, если принять и предпринимать их, ведут к благополучию и счастью» – то тогда вам следует жить в соответствии с ними.
По словам Сома Тхеры, именно такова Калама сутта, «Хартия свободного исследования Будды»:
Наставление каламам (Калама сутта) по праву знаменито тем, что поощряет свободное исследование; дух сутты подразумевает учение, свободное от фанатизма, ксенофобии, догматизма и нетерпимости.
Однако, как заявил Бхиккху Бодхи, это учение не предназначено ни для поддержки радикального скептицизма, ни для создания необоснованной личной истины:
На основе одного фрагмента, вырванного из контекста, из Будды делают прагматика, который отметает всякую доктрину и веру, и чьё Учение является просто лишь набором вольнодумца для познания истины, что подразумевает, будто каждый может принять или отвергнуть всё, что пожелает сам.
В сутте Будда утверждает, что три неблаготворных корня — жадность, ненависть и заблуждение — ведут к отрицательным результатам, то есть они неумелы, заслуживают порицания и т. д. Следует отказаться от поведения, основанного на этих трёх корнях. Таким образом, моральные суждения о действиях можно вывести, проанализировав, имеют ли эти действия в основе неблаготворные корни или нет.

## Гарантии Будды
Первую и основную часть Кесамутти-сутты часто цитируют, но за ними следует не менее важный раздел. В нём представлены четыре утешения или гарантии Будды. Будда утверждает, что счастливая и нравственная жизнь была бы правильной, если бы не было кармы и перерождений. Из текста сутты становится понятно, что каламы испытывали сомнения именно в отношении реальности перерождения и механизма каммического воздаяния за хорошие и плохие поступки.
Будда наставляет калам:
Ученик Благородных, лишённый жажды и недоброжелательности, не заблуждающийся, пребывает в распространении на весь мир безграничной доброты, сострадания, сорадования, равностности». Отчистив себя от ненависти и злобы, он радуется здесь и сейчас четырём «утешениям».
Утешения Будды таковы:
- Если есть следующая жизнь и каммические плоды, то такого человека ждёт благоприятное перерождение.
- Если же этого не существует, то он будет жить счастливо, «не имея вражды и недоброжелательности, будучи свободным от неприятностей» здесь и сейчас.
- Если с плохим человеком приключается нехорошее, то с ним такого не произойдёт.
- Если же с плохим человеком не случаются плохие вещи, то в любом случае сам он чист.

По мнению Бхикку Бодхи, речь Будды, изложенная в Калама сутте, адресована не буддистам. Каламы ещё не были его учениками и пришли к нему не как к Татхагате, а просто как к мудрому советчику. По этой причине Будда не разъясняет им собственную Дхамму — такие вещи как Четыре благородные истины, три характеристики бытия, правильные воззрения и т. д. В самом начале сутты каламы ещё не были готовы воспринять учение об освобождении и даже не понимали основ нравственности. Поэтому Будда предложил им учение, которое можно проверить сразу же и которое способно обеспечить основу для нравственной жизни и умственного очищения.